# 黃牛羌
黄牛羌，古族名。西羌的一支。
东汉末年、曹魏时，黄牛羌已由祁连山区迁居到婼羌以西至葱岭（今帕米尔高原）间西域南山（昆仑山）的山谷中。与葱茈羌、白马羌相错居。各有部落首领，自成部落，游牧于今昆仑山和喀喇昆仑山内外。与西域南道诸国相邻。黄牛羌其中多有小月氏人，所以又被人看作“月氏余部”。